# Selena Vasilache
Selena (n. 12 mai 1986, Tîrgoviște) este o actriță și cântăreață română de muzică pop; pe numele său real Elena Vasilache.
Studii la Liceul Dinu Lipatti din București, secția Arta actorului.
Își începe studiile muzicale la vârsta de 11 ani, urmând cursuri de specialitate la Casa Armatei din Constanța. Debutul și-l face în prima componență a trupei Angels alături de Monica Ene  si Raluca Ciocârlan urmând apoi afirmarea în trupa de muzică pop Candy cu care, între 2000-2002, va participa la Festivalul de la Mamaia iar în anul 2002, la Eurovision.
În 2003 înregistrează în Germania primul său album solo, „Perfect“, ce va fi promovat prin clipul la piesa „Nu mă uita undeva“ (filmat la Frankfurt).
În 2007 este co-prezentatoare la emisiunea „O scrisoare pentru tine“ difuzată de postul „Acasă Tv“.
În prezent face parte din formația Hot Cassandra cu care a lansat piesa "Julia" și se pregătește de lansarea primului album.

## Albume
- Candy (2000)
- O Seară Perfectă (2001)
- De Vis (2002)

## Album solo
- Perfect (2003)

## Filmografie
- Iubire ca în filme (interpretînd rolul Gloria) – 2006
- Inimă de țigan (interpretînd rolul Linda) – 2007
- Regina (interpretînd rolul Linda) – 2008
- Colours Of The Day  - rolul Saskia - 2008

## Premii
- Premiile Bravo pentru cea mai buna formație feminină – Candy (2000)
- Premiile Industriei Muzicale Românești categoria Dance (2002)